# Concord, Arkansas
Concord là một thị trấn thuộc quận Cleburne, tiểu bang Arkansas, Hoa Kỳ. Năm 2010, dân số của thị trấn này là 244 người.

## Dân số
- Dân số năm 2000: 255 người.
- Dân số năm 2010: 244 người.